# 鐵氧體

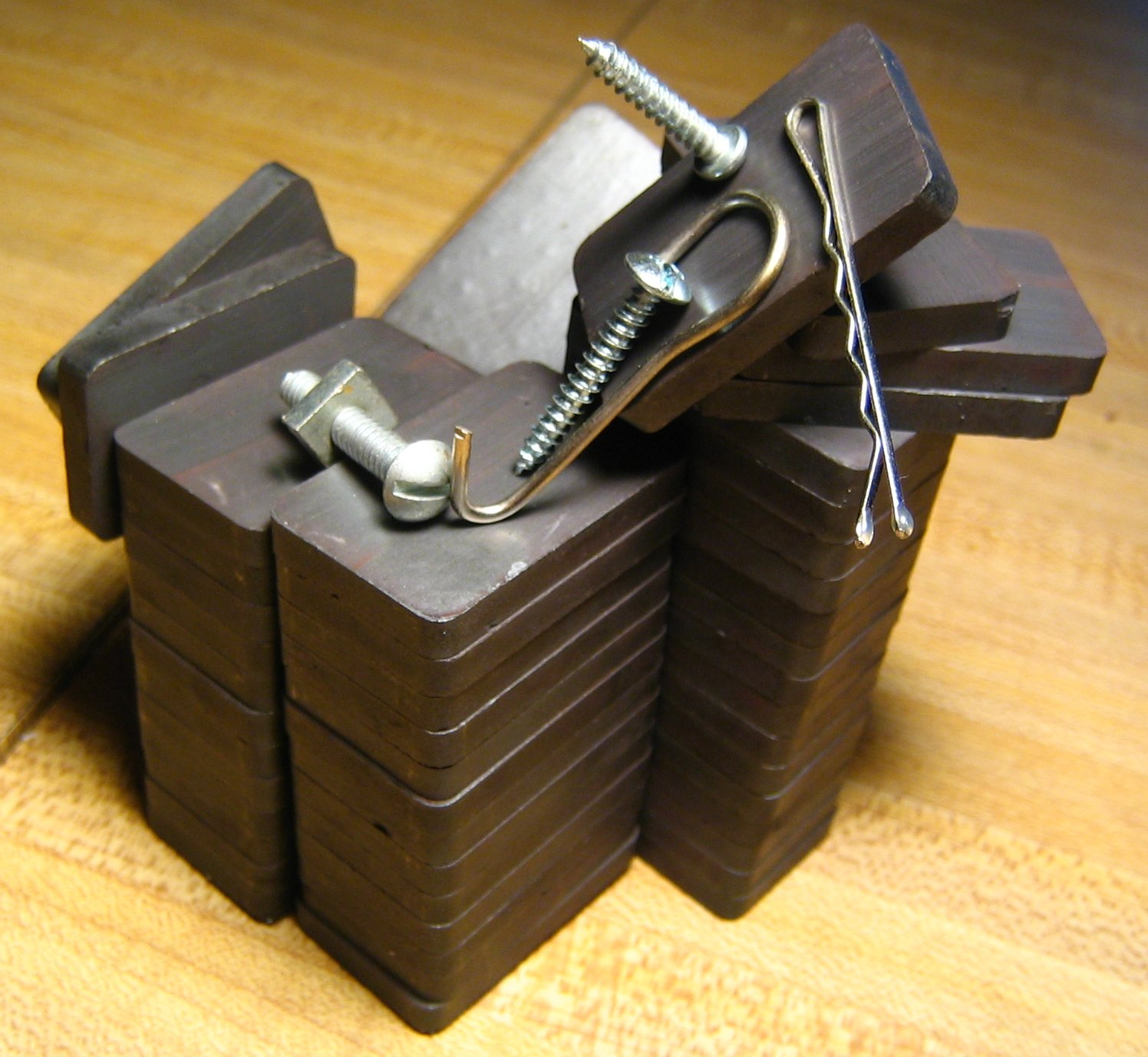
一疊鐵氧體磁鐵

鐵氧體（英語：Ferrite）是一種陶瓷材料，以氧化铁為其主要成份。大部份的鐵氧體是磁性材料，用來製作永久磁鐵、變壓器的鐵芯及其他相關的應用。

## 性質
鐵氧體一般是不導電的亚铁磁性陶瓷材料，是從赤鐵礦（Fe2O3）或磁鐵礦（Fe3O4）中提煉而得。鐵氧體類似其他金屬氧化物，硬度高、具脆性。鐵氧體依照其磁矯頑力的低或高，區分為「軟磁體」或「硬磁體」。

### 化學式
許多鐵氧體屬於尖晶石，其化學式是AB2O4，A和B是不同的金屬陽離子，一般包括鐵離子。尖晶石的鐵氧體一般會是立方晶系（fcc）的氧化物。不過也有可能出現化學式為[M2+1-δFe3+δ][M2+δFe3+2-δ]O4的混合結構，其中δ為反位程度（degree of inversion）。
有一種稱為ZnFe的磁性材料，其化學式為ZnFe2O4，其中Fe3+位在八面體間隙的位置，而Zn2+在四面體間隙的位置，這是一種正常尖晶石鐵氧體結構的例子。
有些鐵氧體為六方晶系，例如鋇鐵氧體BaO:6Fe2O3或BaFe12O19。

### 軟鐵氧體
用在變壓器或電磁鐵鐵芯的鐵氧體中包括有鎳、鋅或錳的化合物，其矯頑力低，一般會稱為軟鐵氧體。其矯頑力低意味著可以在不消耗許多能量（磁滯現象）的情形下，將材料的磁化強度由正變負，其材料本身的高电阻率也降低另一個能量損耗來源：渦電流的產生。由於在高頻的損失較低，常用在射頻變壓器的鐵芯及开关电源中用到的電抗器。
常見的軟鐵氧體有： 
- 錳鋅鐵氧體（MnZn，化學式為MnaZn(1-a)Fe2O4），其磁導率及飽和感應（saturation induction）都較鎳鋅鐵氧體要高。
- 鎳鋅鐵氧體（NiZn，化學式為NiaZn(1-a)Fe2O4），其電阻率高於錳鋅鐵氧體，較適合用在超過1 MHz頻段的應用。

### 硬鐵氧體
用在永久磁鐵的鐵氧體為硬鐵氧體，有較高的矯頑力和磁化後的剩磁。氧化鐵及碳酸鋇或碳酸鍶用於製造硬鐵氧體。因為其高矯頑力，硬鐵氧體不易被退磁，這也是永久磁鐵的一個重要特性。硬鐵氧體可以產生磁通，也有較高的磁导率。硬鐵氧體也稱作陶瓷磁鐵，其價格便宜，常用在家用製品中（例如冰箱磁鐵）。硬鐵氧體可以產生的最大磁場B約0.35T，而最大磁場強度H約30至160千安培匝每米（400至2000奥斯特），密度約5g/cm3。
常見的硬鐵氧體有：
- 鍶鐵氧體，SrFe12O19 (SrO·6Fe2O3)，用於微波裝置、記錄介質、磁光介質、電訊和電子工業。[6]
- 鋇鐵氧體（英语：Barium ferrite），BaFe12O19 (BaO·6Fe2O3)，是常用於永久磁鐵的材料，鋇鐵氧體是較強韌的陶瓷，在濕氣下穩定，可以抗腐蝕，常用在重低音扬声器（英语：subwoofer）磁鐵，也用作磁儲存介質，如磁條。
- 鈷鐵氧體，CoFe2O4 (CoO·Fe2O3)，也用做磁儲存的介質[7]。

## 製造
鐵氧體的製造方式是將細小粉末的氧化鐵和碳酸鹽原料壓入模具中，然後加熱。加熱過程中會鍛燒碳酸鹽：
MCO3 → MO + CO2
因此鐵氧體中的氧化鋇及氧化鍶一般會由其碳酸鹽，碳酸鋇及碳酸鍶提供。
氧化物的混合物再進行類似陶瓷製作過程要進行的高溫烧结。
燒結後的產物會再研磨到小於2µm的顆粒大小，此大小的顆粒很小，每個顆粒只包括單磁疇，粉末再壓製成形、乾燥、再次燒結，成形過程可以放在有外加磁場的環境中，可以得到較好的各向異性，可以作為磁鐵使用。
若成品較小，形成較簡單，也可以直接用乾式壓模的方式製造。不過在製造過程中粒子有可能會結塊形成較大的磁疇．其磁特性會不如用濕式壓模製造的製品。也可以在鍛燒後不經研磨，只作一次的燒結，不過其磁特性也會較差。
電磁鐵也要經過預燒結、研磨及壓模，不過燒結時會置放在特殊的氣體中，例如氧氣很少的大氣中。原料和燒結後成品的化學成份和物體結構會有很大的差異。
鐵氧體在製造時會希望會是疊層的結構，為了使各層的鐵氧體在燒結時不要粘在一起，許多製造商在生產時會用一般陶瓷粉末的分隔層，分隔層可以由許多的材料組成，包括鋁、鋅及錳的化合物。分隔層的原料也可以是細小的顆粒或是大顆粒。適當調整磁性材料及分隔層材料顆粒的大小，可以在增加鐵氧體產量的同時，減少表面的損壞及污染。

## 應用

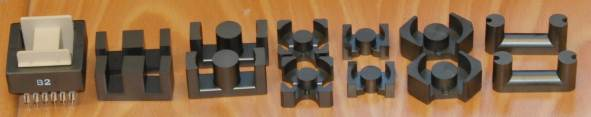
各種不同形狀的變壓器鐵芯

鐵氧體常用在製作電感器、變壓器及電磁鐵中的鐵芯，鐵氧體的高電阻可以減少其渦電流損失。鐵氧體的鐵芯也常放在電腦的電源線及信號線上，稱為磁珠，可以避免高頻的電磁雜訊（電磁干擾）進入設備或從設備中傳出。
早期的電腦記憶體利用硬鐵氧體鐵芯的剩磁記錄資料，一般會組合成磁芯記憶體的陣列。鐵氧體的粉末也用在磁帶的塗層中，最常見的是氧化鐵。
鐵氧體顆粒也做為隱形飛機使用的雷達波吸收塗層，在電磁相容量測用的實驗室中，也會用鐵氧體顆粒來吸收電磁波，避免反射。
許多收音機中的磁鐵及喇叭中的磁鐵都是鐵氧體磁鐵，鐵氧體磁鐵已經取代鋁鎳鈷磁鐵在此領域的應用。
在電吉他的拾音器中，磁性拾音器也會用鐵氧體為其磁性材料。
磁性奈米顆粒會有超順磁性的磁性質。